# Ґулзарілал Нанда
Ґулзарілал Нанда (гінді गुलजारीलाल नन्दा, 4 липня 1898 — 15 січня 1998) — індійський політик та економіст, двічі виконував обов'язки глави індійського уряду 1964 та 1966 років.

## Кар'єра
Обіймав в індійському уряді посади міністра внутрішніх справ (1963—1966), міністра закордонних справ (1964). Був палким прибічником ідей Магатми Ґанді.